# Castelul Montsoriu

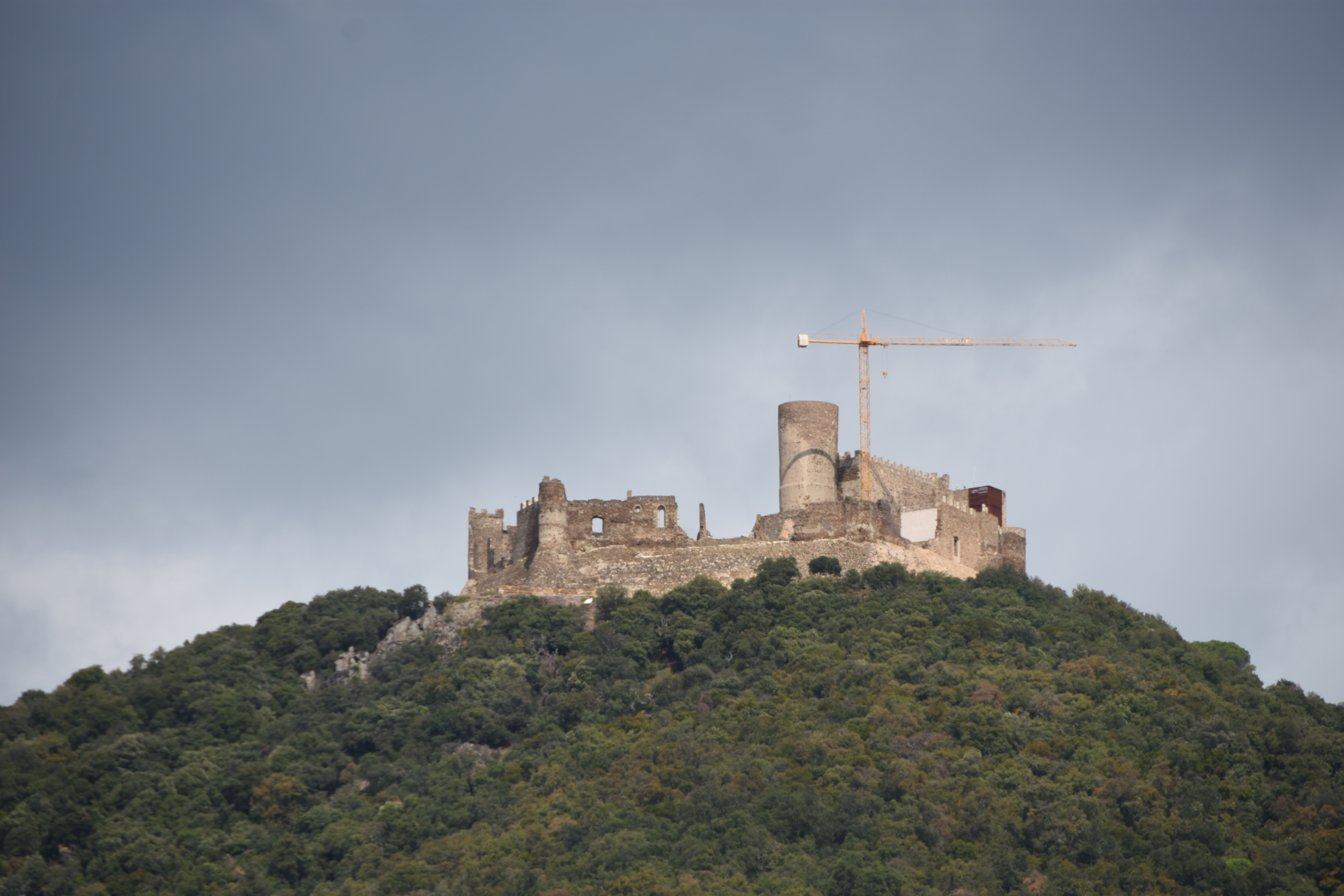

Castelul Montsoriu este situat între localitățile Arbucias, Breda și San Felíu de Buxalleu din teritoriul catalan De la Selva, în vârful unui deal, la 650 metri altitudine, în interiorul parcului natural Montseny.

## Istorie
Prima atestare documentară este din anul 1002 în documentul de donație de pământ către mănăstirea San Cugat del Vallés. În anul 1033 a avut loc căsătoria Ermessendei de Montsoriu cu Guerau de Cabrera, ctitorii mănăstirii San Salvador de Breda, centru al Vicomitatului Cabrera-Gerona, numindu-se castelul Soriu într-o donație din anul 1053. 
A fost reședința viconților de Cabrera, trăind vremuri de mare splendoare când acești seniori dețineau mari teritorii de pământ și castele, care creșteau datorită fidelității lor față de regi. În anul 1356, regele Pedro al IV-lea Ceremoniosul a creat un nou comitat Osona, special pentru ei.
Din secolul al XV-lea, castelul a început să decadă, din cauza mutării reședinței familiei la castelul din Blanes și mai ales din cauza ravagiilor produse de revoltele Remences dintre anii 1462 - 1472.
Între anii 1566 - 1574, din cauza datoriilor foarte mari acumulate, familia Cabrera s-a văzut nevoită să îl vândă lui Francesc de Montcada, conte de Aitana, iar de atunci a trecut în propritetatea mai multor familii până în 1757 când a fost preluat de către ducele de Medinaceli. În timpul Războiului de Independențp din anii 1808 - 1814 a fost ocupat de trupele franceze și mai târziu a fost ocupat de militarii din Primul Război Carlist (1833 - 1840).
Din anul 1998 este proprietatea Consiliului Comarcal de la Selva.